# 高背翼喉盤魚
高背翼喉盤魚（學名：Alabes dorsalis），又稱背鰭鱔為輻鰭魚綱喉盤魚目喉盤魚科的其中一種，分布於東印度洋西澳大利亞至昆士蘭南部及塔斯馬尼亞島海域，棲息深度0至10公尺，本魚體細長如鰻魚，體色從棕橙色到亮綠色不等，有時體側有一排黑色大斑點，頭短，眼小，嘴巴小，頭部下方有一個鰓裂，鰓裂的長度與眼徑大致相同，眼睛上方和後方有一個感覺孔，背鰭、臀鰭和尾鰭連成一體，胸鰭明顯縮小，位於鰓裂後方，長度與鰓裂大致相同，背鰭、尾鰭和臀鰭內沒有鰭條，腹鰭之間有一個退化的圓盤狀吸盤，體長可達12公分，屬底棲性魚類，生活在海草生長的礁石區，生活習性不明。